# Campionati europei di ciclismo su strada 2020 - Cronometro femminile Elite
La cronometro femminile Elite dei Campionati europei di ciclismo su strada 2020, quinta edizione della prova, si disputò il 24 agosto 2020 su un percorso di 25,6 km, con partenza ed arrivo a Plouay, in Francia. La medaglia d'oro fu appannaggio dell'olandese Anna van der Breggen, la quale completò il percorso con il tempo di 34'03"92, alla media di 45,09 km/h; l'argento andò all’altra olandese Ellen van Dijk e bronzo alla svizzera Marlen Reusser.
Sul traguardo 27 cicliste su 27 partenti, portarono a termine la competizione.

## Ordine d'arrivo (Top 10)
| Pos. | Corridore            | Squadra     | Tempo   |
| ---- | -------------------- | ----------- | ------- |
| 1    | Anna van der Breggen | Paesi Bassi | 34'03"  |
| 2    | Ellen van Dijk       | Paesi Bassi | a 31"   |
| 3    | Marlen Reusser       | Svizzera    | a 54"   |
| 4    | Lisa Brennauer       | Germania    | a 1'14" |
| 5    | Vittoria Bussi       | Italia      | a 1'33" |
| 6    | Juliette Labous      | Francia     | a 1'44" |
| 7    | Anna Plichta         | Polonia     | a 1'44" |
| 8    | Alena Amialiusik     | Bielorussia | a 1'46" |
| 9    | Lisa Klein           | Germania    | a 1'49" |
| 10   | Audrey Cordon-Ragot  | Francia     | a 2'09" |